# Lythrum curtissii
Lythrum curtissii är en fackelblomsväxtart som beskrevs av Merritt Lyndon Fernald. Lythrum curtissii ingår i släktet fackelblomstersläktet, och familjen fackelblomsväxter. Inga underarter finns listade i Catalogue of Life.